# Eichgraben (Ottmarsfelder Graben)
Der Eichgraben ist ein rechter Zufluss des Ottmarsfelder Grabens im mittelfränkischen Landkreis Weißenburg-Gunzenhausen.

## Verlauf
Der Eichgraben entspringt im Naturpark Altmühltal auf einer Höhe von 439 m ü. NHN in einem Waldgebiet am nordwestlichen Ortsrand von Ottmarsfeld. Der Bach fließt westlich an Ottmarsfeld vorbei durch einen Wald beständig in eine südliche bis südwestliche Richtung und fließt dabei teilweise unterirdisch verrohrt. Der Bachlauf mündet nach einem Lauf von rund 0,7 Kilometern Länge auf einer Höhe von 404 m ü. NHN westlich von Ottmarsfeld von rechts bzw. von Norden in den Ottmarsfelder Graben. Unweit mündet ebenfalls der Schloßgraben.